# Quand souffle le vent
Pour l’article homonyme, voir Quand souffle le vent (film).

Quand souffle le vent (When the Wind Blows) est une bande dessinée de science-fiction dessinée et scénarisée par le dessinateur britannique Raymond Briggs et parue en 1982. L'album a été adapté en un long-métrage d'animation du même nom en 1986.

## Résumé
L'intrigue se déroule au Royaume-Uni au XXe siècle. Un couple de personnes âgées, Jim et Hilda Bloggs, est confronté à une guerre nucléaire et à ses suites.

## Histoire éditoriale
En France, la bande dessinée est traduite chez Garnier sous le titre Quand souffle le vent en 1983.

## Adaptations
L'album a été adapté en un long-métrage d'animation du même nom réalisé par Jimmy T. Murakami en 1986.
L'album a également fait l'objet d'une adaptation en pièce radiophonique par la BBC 4 avec les voix de Peter Sallis et Brenda Bruce.